# Wydział Nauk Historycznych Uniwersytetu Kardynała Stefana Wyszyńskiego
Wydział Nauk Historycznych Uniwersytetu Kardynała Stefana Wyszyńskiego – jeden z 12 wydziałów Uniwersytetu Kardynała Stefana Wyszyńskiego w Warszawie.

## Historia
Wydział powstał w 2019 roku, na mocy zarządzenia Rektora UKSW w wyniku podziału Wydziału Nauk Historycznych i Społecznych na dwa osobne wydziały: Nauk Historycznych oraz Społeczno-Ekonomiczny.

## Kierunki kształcenia
Dostępne kierunki:   
- Archeologia (studia I i II stopnia)
- Zarządzanie dziedzictwem kulturowym (studia I i II stopnia)
- Historia (studia I i II stopnia)
- Archiwistyka i zarządzanie dokumentacją (studia I stopnia)
- Genealogia. Teoria i praktyka (studia podyplomowe)
- Historia sztuki (studia I i II stopnia)
- Ochrona dóbr kultury i środowiska (studia I stopnia)
- Zarządzanie dziedzictwem kulturowym (studia I stopnia)

## Struktura organizacyjna

### Instytut Archeologii
Dyrektor: dr hab. Fabian Welc
- Katedra Archeologii Starożytnych Cywilizacji Basenu Morza Śródziemnego i Świata Wczesnochrześcijańskiego
- Katedra Archeologii Pradziejów i Średniowiecza Europy
- Katedra Zarządzania Dziedzictwem Kulturowym, Archeologii Krajobrazu i Archeologii Niedestrukcyjnej

### Instytut Historii
Dyrektor: ks. prof. dr hab. Wojciech Zawadzki
- Katedra Historii Starożytnej
- Katedra Historii Średniowiecznej
- Katedra Historii Nowożytnej
- Katedra Historii XIX i XX wieku
- Katedra Historii Kościoła
- Katedra Nauk Pomocniczych Historii
- Katedra Historii Książki, Bibliotek i Archiwów

### Instytut Historii Sztuki
Dyrektor: prof. dr hab. Czesław Grajewski
- Katedra Sztuki Średniowiecznej
- Katedra Sztuki Nowożytnej
- Katedra Sztuki Nowoczesnej i Współczesnej
- Katedra Kultury Artystycznej
- Katedra Konserwacji Zabytków i Ochrony Krajobrazu

## Władze Wydziału
W kadencji 2020–2024:
| Stanowisko | Imię i nazwisko                    |
| ---------- | ---------------------------------- |
| Dziekan    | ks. prof. dr hab. Waldemar Graczyk |
| Prodziekan | dr Rafał Solecki                   |

W kadencji 2024–2028:
| Stanowisko                 | Imię i nazwisko                    |
| -------------------------- | ---------------------------------- |
| Dziekan                    | ks. prof. dr hab. Waldemar Graczyk |
| Prodziekan ds. studenckich | dr Rafał Solecki                   |
| Prodziekan ds. kształcenia | dr Katarzyna Paduch                |

## Poczet dziekanów
1. ks. prof. dr hab. Sławomir Zaręba (2019–2020)
2. ks. prof. dr hab. Waldemar Graczyk (2020–aktualnie)